# Innerkrain
Die Innerkrain (slowenisch Notranjska) ist eine der historischen Landschaften (Pokrajina) in Slowenien. Sie gehörte als Teil des Kronlandes Krain zur Österreichisch-Ungarischen Monarchie (Cisleithanien).

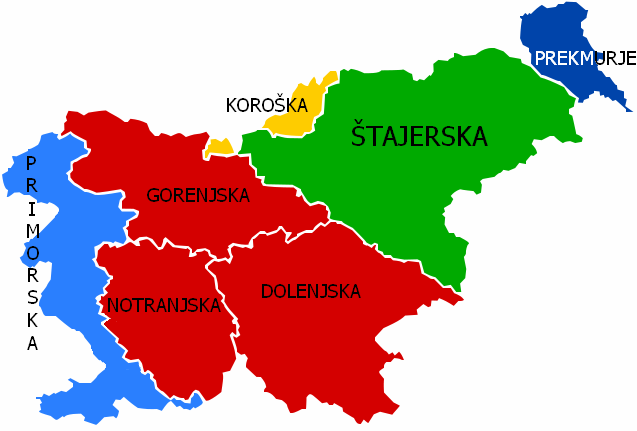
Die Landschaften Sloweniens

Im System der Statistischen Regionen Sloweniens ist die Innerkrain heute Bestandteil der  Primorsko-notranjska regija (früher Notranjsko-kraška, ehemalige Innerkrain mit Teilen des Küstenlands/Karsts). Der Landschaftsbegriff wird heute vor allem für kulturelle und touristische Anliegen genutzt.

Historische Karte Innerkrains, verlegt 1795 in Graz

## Gliederung
Zum historischen Gebiet der Innerkrain gehören die heutigen Gemeinden Bloke (Pfarrdorf), Borovnica (Franzdorf), Brezovica (Bresowitz), Cerknica (Zirknitz), Logatec (Loitsch), Pivka, Postojna (Adelsberg) und Vrhnika (Oberlaibach).

## Sehenswürdigkeiten
- Regionalpark Notranjska[2][3]
- See und Museum Cerkniško jezero[4][5]
- Kreuzberghöhle (slowenisch Križna jama)[6]
- Karstreservat Rakov Škocjan[7]
- Schloss Snežnik[8]
- Höhlen von Postojna[9]
- Höhlenburg Predjama[10]
- Karstmuseum Postojna[11]

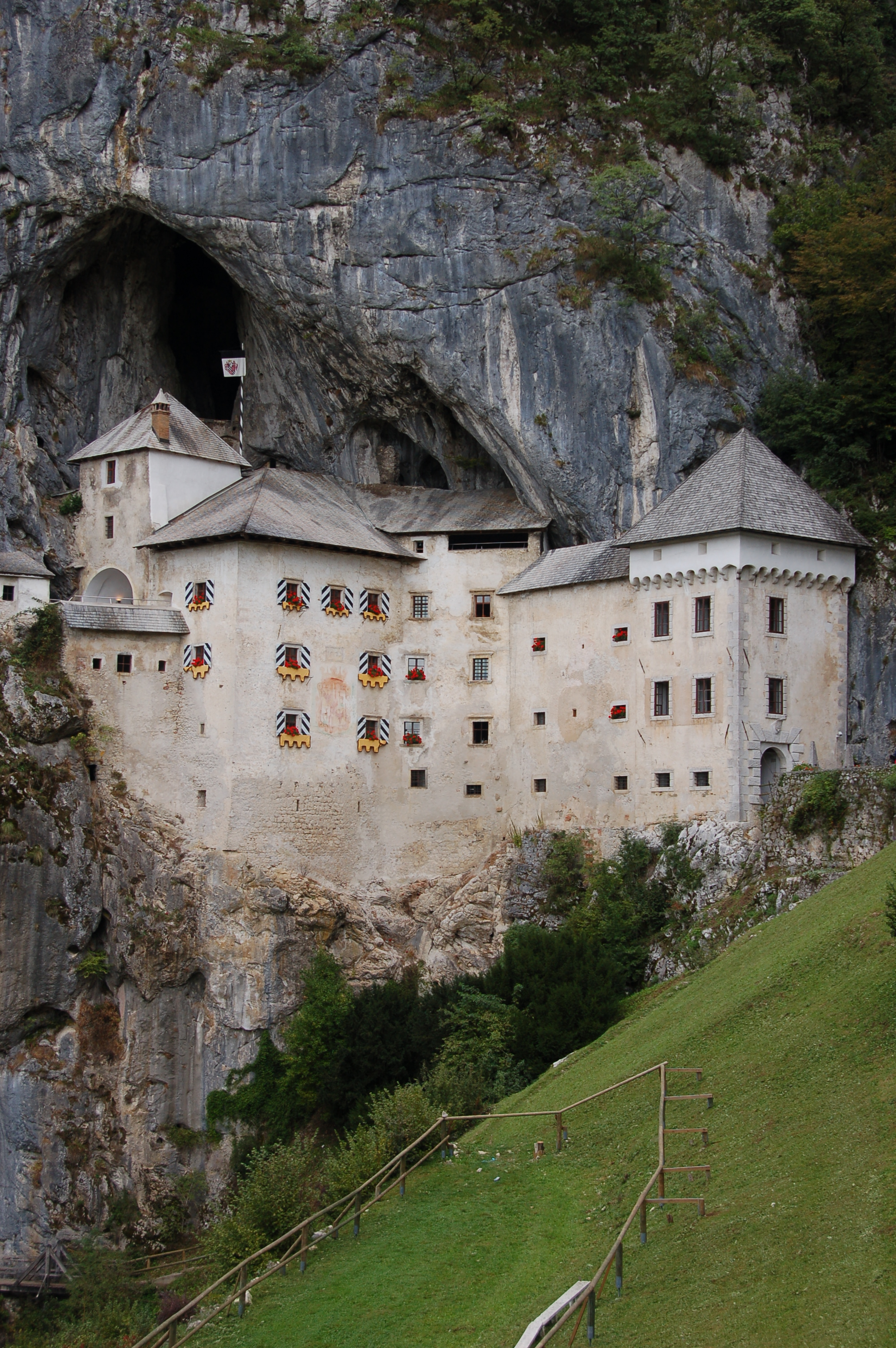
Höhlenburg Predjama
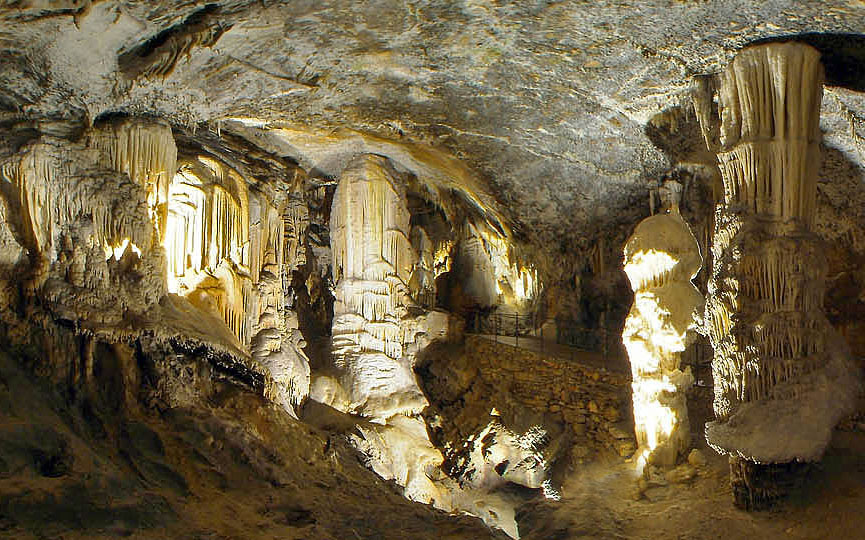
Höhlen von Postojna
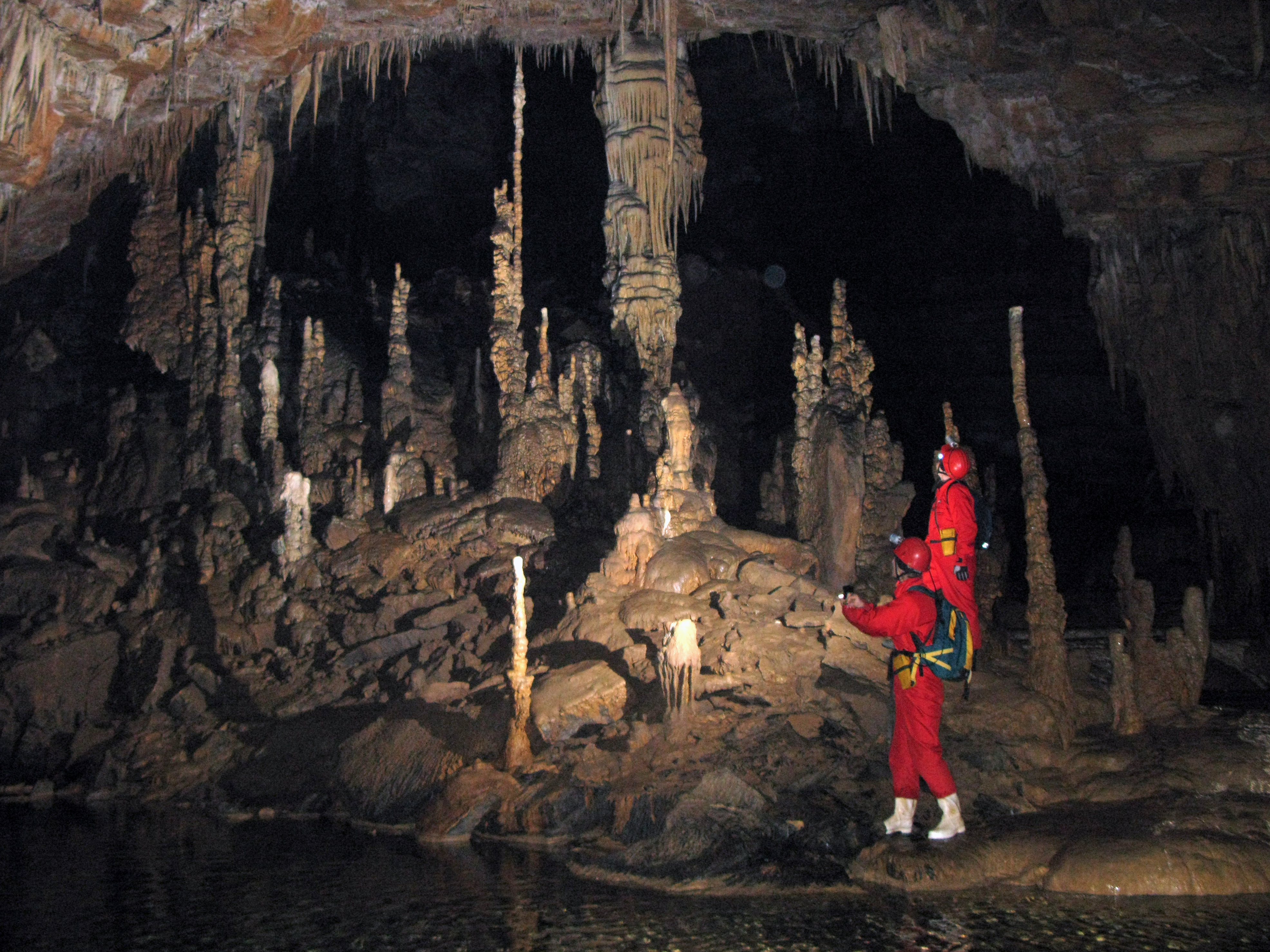
Der Kalvarienberg in der Kreuzberghöhle
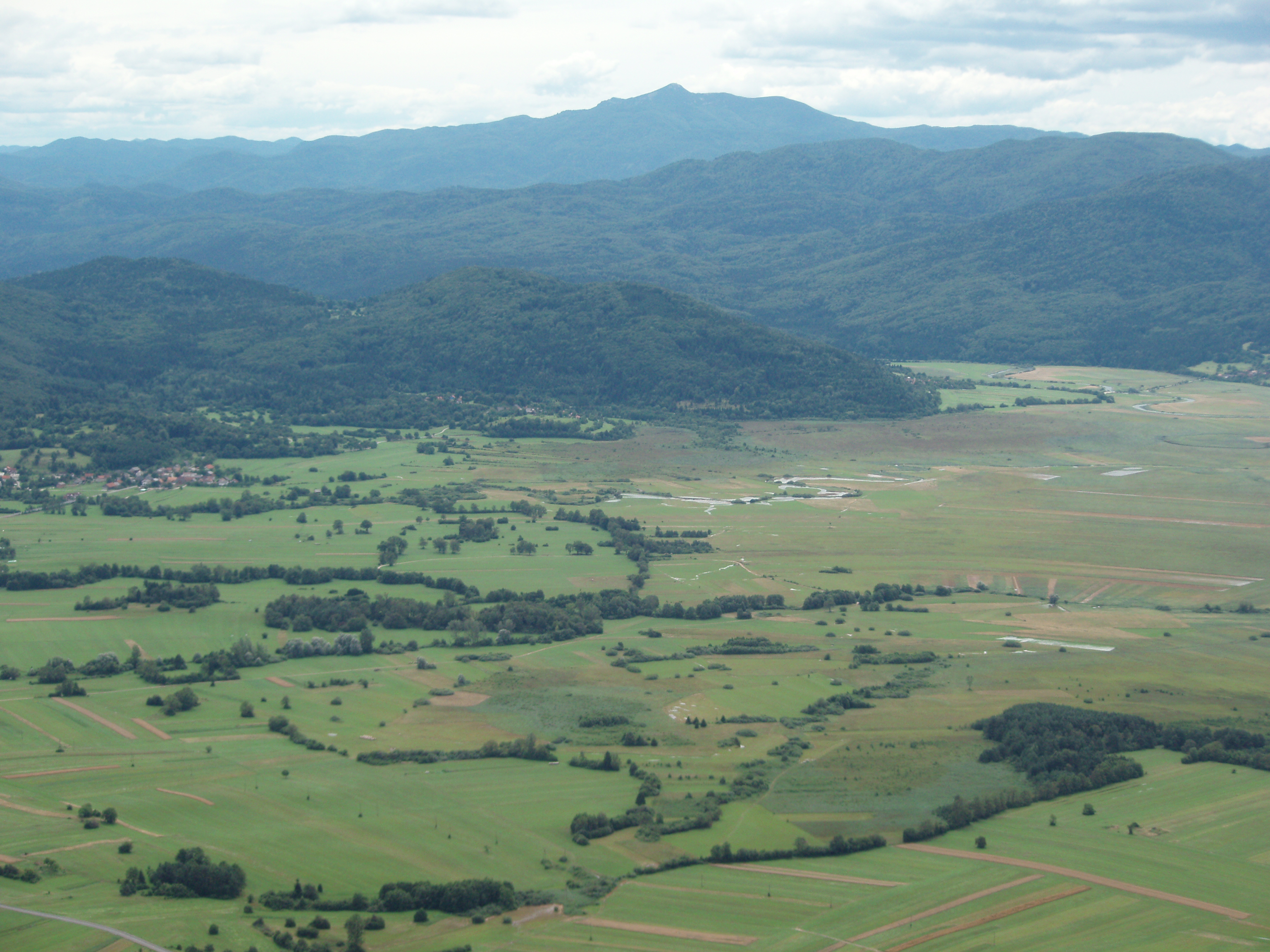
Polje-Ebene des Sees Cerknica
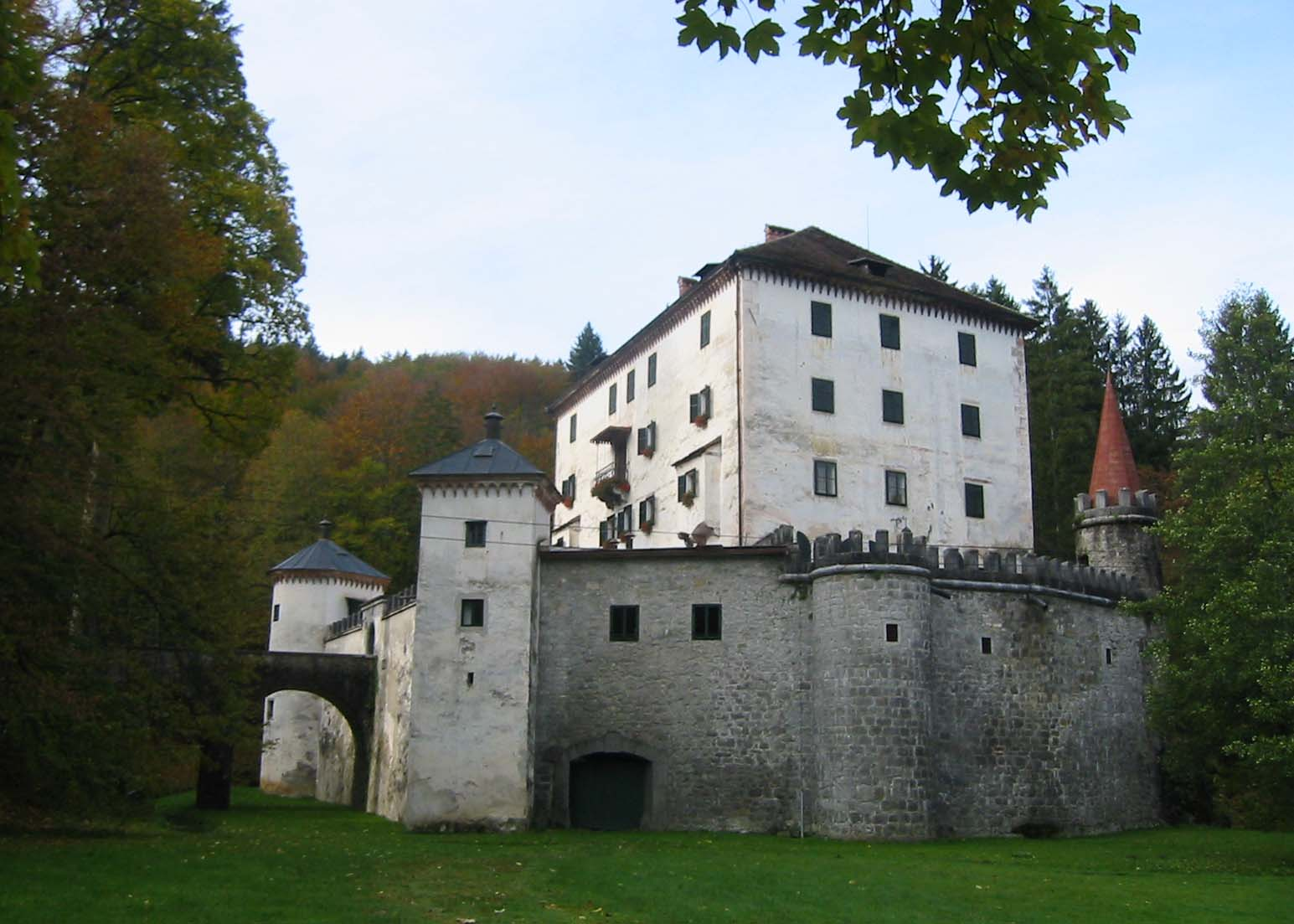
Schloss Snežnik
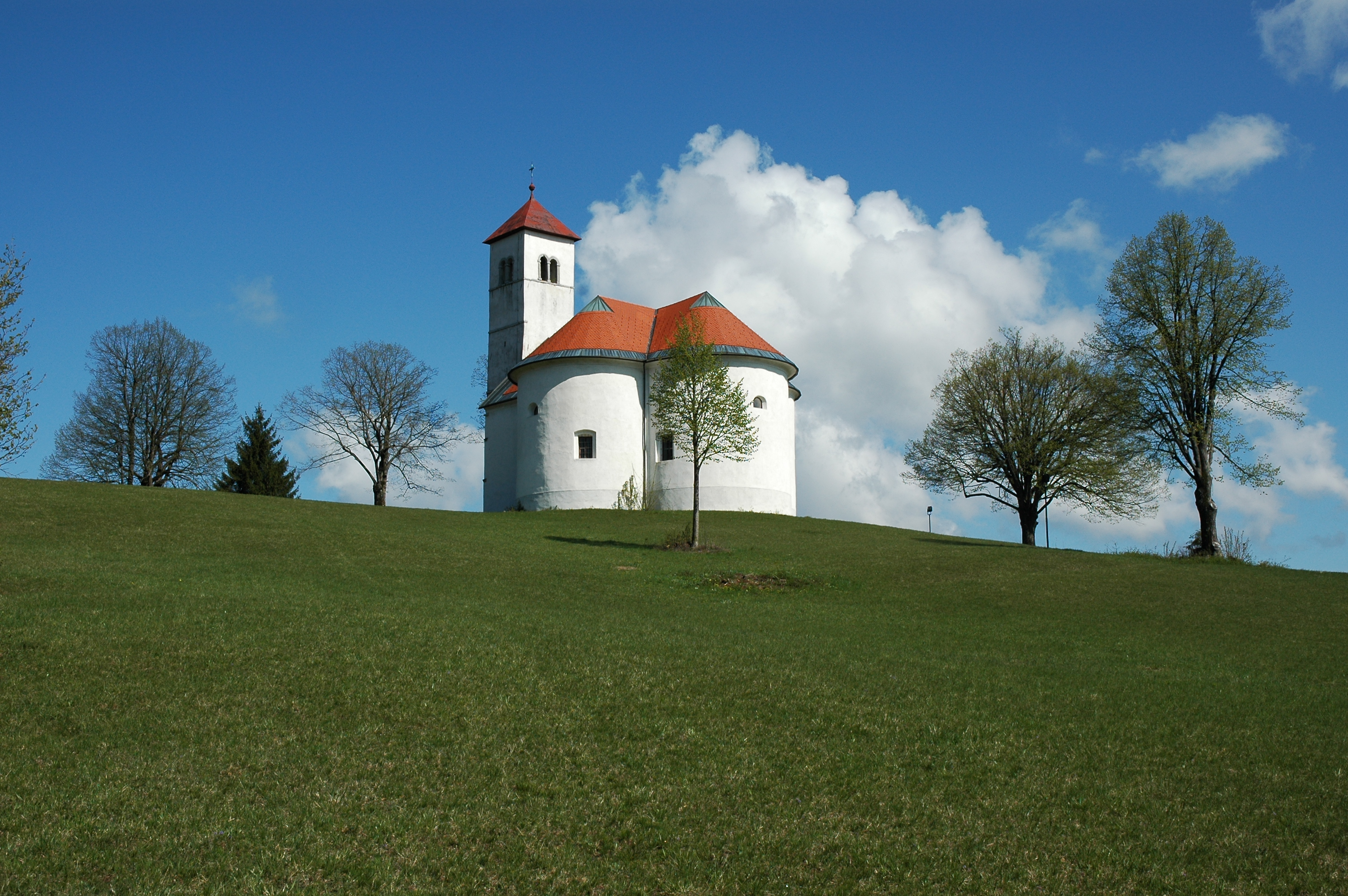
St.-Wolfgangs-Kirche Zelše